# José Justo Corro
José Justo Corro (Guadalajara, 1794 - 8 de Dezembro de 1864) foi um político mexicano, tendo ocupado interinamente o cargo de presidente da república durante cerca de um ano.
Ocupava o cargo de ministro da Justiça quando Miguel Barragán foi obrigado a abandonar a presidência por doença, tendo sido nomeado pelo congresso para o substituir. O seu mandato iniciou-se em 27 de Fevereiro de 1836 e terminou em 19 de Abril de 1837, data em que foi substituído pelo presidente constitucional Anastasio Bustamante. Durante o seu mandato entrou em vigor a Constituição de 1837 conhecida como Constitución de Las Siete Leyes, que substituía a Constituição de 1824. Os estados passaram a ser distritos militares e a duração do mandato presidencial passou de 4 para 8 anos.